# Клячкин, Григорий Абрамович
Григо́рий Абра́мович Кля́чкин (урожд. Гирш-Давид Абрамович Клячкин; 21 сентября (3 октября) 1866, Несвиж, Слуцкий уезд, Минская губерния, Российская империя — 21 июля 1946, Казань, Татарская АССР, РСФСР, СССР) — российский и советский физиотерапевт и невролог, учёный-медик, организатор здравоохранения.
Родился в 1866 году в Несвиже в еврейской семье. Переехав в Казань, в 1891 году окончил медицинский факультет Императорского Казанского университета, затем работал в клинике невролога профессора Л. О. Даркшевича. В 1897 году защитил диссертацию по исследованию черепных нервов и получил учёную степень доктора медицины. Воодушевившись увиденным в Европе прогрессом в области физиотерапии и курортологии, в том же году открыл собственную клинику такого рода в Казани. Ввёл в обиход передовые методы лечения и новейшее оборудование, став основоположником физиотерапии в Казани. В 1905 году работал в госпиталях на Русско-японской войне. Участвовал в организации первой в Казани службы «скорой помощи», преподавал, был членом Казанского купеческого собрания. В 1913 году принял на лечение татарского поэта Габдуллу Тукая, который вскоре скончался от туберкулёза.
В 1914 году ушёл на Первую мировую войну, руководил неврологическим госпиталем в прифронтовой полосе. В 1917 году вернулся в Казань, устроился в Казанский военный госпиталь. Во время оккупации города войсками КОМУЧа прятал большевиков под видом больных у себя в клинике, которая после прихода Красной армии в 1918 году была реквизирована советской властью. В 1920 году принял участие в организации Казанского клинического института, став заведующим физико-терапевтическим отделением. В 1921 году был назначен руководителем новообразованной кафедры физиотерапии, организовав при институте физиатрическую клинику на базе своей бывшей лечебницы. В 1925 году был избран профессором кафедры физиатрии. Одновременно в 1931—1932 годах в качестве доцента был заведующим курсом физиатрии в Казанском медицинском институте. В 1937 году вышел на пенсию. Скончался в 1946 году в Казани в возрасте 79 лет.

## Биография

### Семья и происхождение

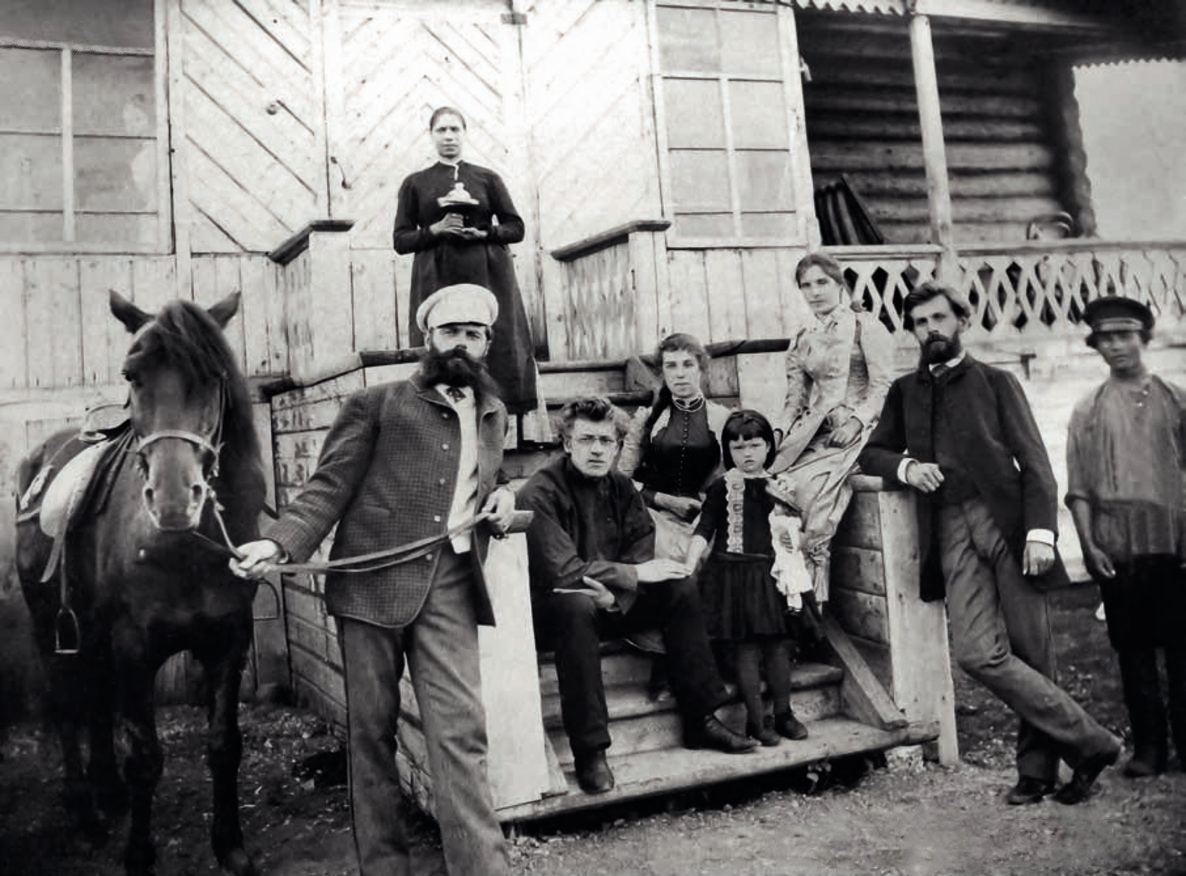
Семья Клячкиных в Несвиже

Гирш-Давид Абрамович Клячкин родился 21 сентября (3 октября) 1866 года в уездном городе Несвиже Минской губернии.
По вероисповеданию — из иудеев. Родители — Абрам Лейбов Клячкин и его жена Бася. Фамилия Клячкиных происходила от названия соседнего города Клецк. Отец был ремесленником: занимался скорняжным делом, разбогател и стал купцом второй гильдии. В Несвиже он имел большой дом с садом, гувернёрами, прислугой и выездом. Имея право жить вне черты оседлости, Абрам ради благополучия детей перевёз семью в Казань — город, известный развитой системой образования. Там он не стал подтверждать купеческое звание, а снова стал скорняком. Прожив в Казани около полувека, Абрам Клячкин скончался в 1917 году.
В семье Клячкиных было шестеро детей: четыре сына и две дочери. Гирш (Григорий) был старшим из братьев. Нота (Наум, Николай) после окончания Казанского университета работал в Верхнеуральске, был удостоен звания «Герой Труда», умер в тюрьме в годы репрессий. Михаил (Мейлах, Мейнар) также окончил Казанский университет, а затем уехал в Самару, где стал известным врачом и имел свою клинику. Давид стал архитектором и во время революции уехал в Америку. Дочери Гинда и Мери жили и работали в Москве, а перед войной уехали в Ленинград, где умерли от голода в блокаду.

### Образование

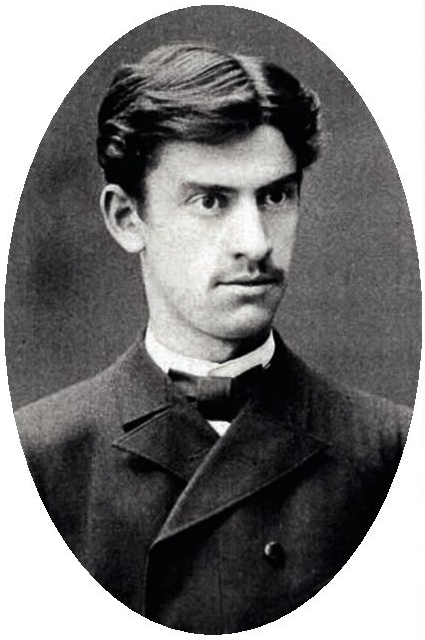
Клячкин — студент университета, 1887 г.

Окончил Вторую Казанскую мужскую гимназию, где, несмотря на тройку по чистописанию, получил серебряную медаль, в связи с чем был исключён из податного сословия. В 1886 году поступил на медицинский факультет Императорского Казанского университета по пятипроцентной квоте для евреев и без прохождения поверочного экзамена. Во время учёбы подготовил работу «Патологические изменения в нервной системе под влиянием отравления фосфором», которая была удостоена премии. Окончил университет в 1891 году, после чего стал трудиться в медицинских учреждениях Казани. Был принят в неврологическую клинику Казанского университета, проработав год участковым врачом в земской больнице. В 1893 году поступил в клинику невролога профессора Л. О. Даркшевича, где трудился внештатным ординатором без зарплаты, живя и учась на отцовские средства. В клинике Даркшевича, в которой Клячкин проработал следующие четыре года, его имя было изменено на русское — с Гирша на Григория.

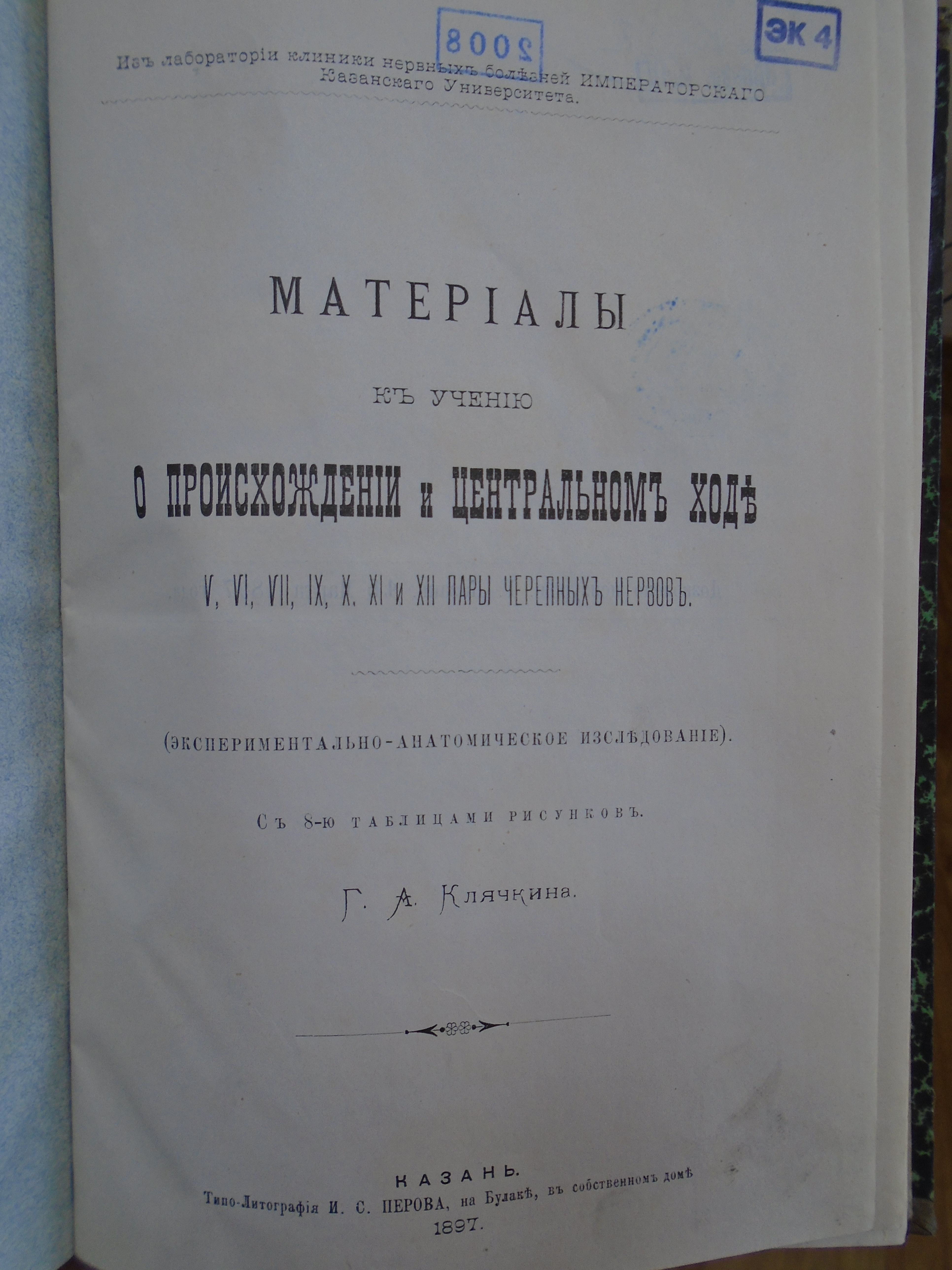
Диссертация Клячкина, 1897 г.

В 1894 году Даркшевич предложил Клячкину тему для докторской диссертации, а именно путём опытов на кошках и собаках по эмбриологическому методу Флексига исследовать происхождение и центральный ход ряда черепных нервов с окраской их миелиновых оболочек жидкостью Марки, представляющей собой осмиевую кислоту в смеси с мюллеровской жидкостью. Клячкин на отцовские деньги был отправлен в европейскую командировку к друзьям профессора, в частности, побывал в институте профессора Рудольфа Вирхова в Берлине, а по возвращении в Казань приступил к экспериментальной части диссертации. Во время работы в лабораториях Даркшевича и Н. А. Миславского Клячкин выявил разницу в окрашиваниях повреждённого и здорового миелина в ходе экспериментально-аналитических исследований на поперечных срезах мозга экспериментальных животных. Таким образом, он проследил ход и связи V, VI, VII, IX, X, XI, XII черепных нервов, уточнив или вовсе опровергнув выводы своих предшественников по только зарождавшемуся учению о строении мозга.
В 1897 году докторская диссертация «Материалы к учению о происхождении и центральном ходе VI, VII, VIII, IX, X, XI и XII пар черепных нервов (экспериментально-анатомическое исследование)» вышла в свет, её защита на совете медицинского факультета Казанского университета прошла успешно, и Клячкин получил учёную степень доктора медицины. Работа привлекла внимание к себе в неврологическом сообществе, вызвала некоторую критику и даже переписку Клячкина с неврологом В. П. Осиповым, несогласным с его научными выводами. Объёмное исследование Клячкиным семи из двенадцати черепных нервов стало в дальнейшем основой для подготовки большого числа студентов многих медицинских университетов. Однако путь в университетскую науку для него, как для не пожелавшего креститься иудея, оказался закрыт.

### Медицинская деятельность
Некоторое время Клячкин проработал в первой в стране лечебнице для алкоголиков, открытой Даркшевичем в сотрудничестве с Казанским обществом трезвости, будучи хорошим клиницистом и практикуя, как и все ученики профессора, на стыке неврологии, нейрохирургии и психиатрии. Тем не менее Клячкина не покидали впечатления от пребывания в Европе, где он был поражён организацией лечебного дела, развитием частных лечебниц и лечебных институтов, а также лечением токами, светом, теплом, холодом, грязями, водой, массажем. Скудость отечественных методов лечения больных сподвигла его к решению открыть собственную клинику по примеру лучших европейских образцов. Клячкин вознамерился внедрить в Казани аппараты физиотерапии и курортологии, которые только недавно начали появляться на рынках Санкт-Петербурга и Москвы. В ту пору в Казани он жил в Никольских номерах на Проломной улице.

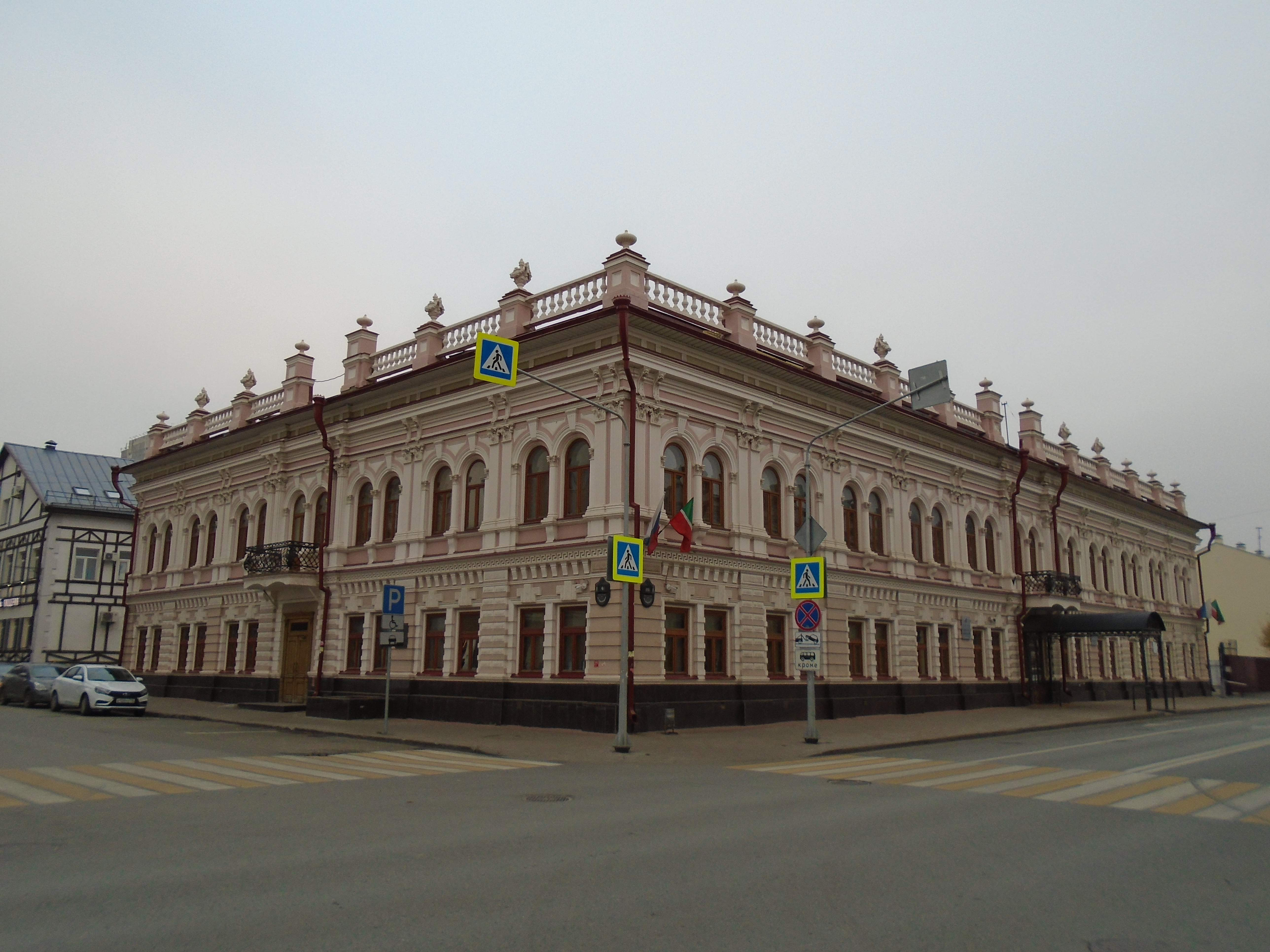
Здание Клячкинской больницы, современный вид, 2020 г.

Оперевшись на ряд опубликованных научных трудов, Клячкин подготовил проект своего лечебного заведения, который 22 декабря 1897 года был утверждён Министерством внутренних дел Российской империи как «Устав водолечебницы с кабинетом для лечения электричеством и массажем доктора медицины Г. А. Клячкина в гор. Казани». Поначалу под клинику и собственную квартиру он арендовал площади в доходном доме купца И. Н. Журавлёва на углу Вознесенской улицы и Молочного переулка. В казанских газетах была дана реклама, и дело Клячкина пошло в гору. 22 мая 1903 года по его прошению в министерстве был утверждён новый устав клиники со стационаром, амбулаторией для приходящих больных, терапевтическим, хирургическим и гинекологическим отделениями, а также большим отделением для физиотерапии и водолечения, для чего Клячкин арендовал у наследников Журавлёва всё здание и дворовые постройки. По некоторым данным, средства на клинику ему также давал отец.
В своей клинике Клячкин использовал новейшую электроаппаратуру по примеру лучших зарубежных лечебниц, в частности ультрафиолетовые лампы нобелевского лауреата Нильса Финзена. Согласно рекламе в газетах, больница, именовавшаяся как «Институт физических методов лечения», действовала круглый год, приём приходящих больных вёлся ежедневно, имелись постоянные кровати и велись консультации врачей, были открыты отделения для нервных, внутренних, женских болезней, предлагались массаж, водоэлектросветолечебница, рентгеновский кабинет, действовал аппарат токов Д’Арсонваля, эманаторий для лечения радием подагры, невралгии, ревматизма, сахарной болезни. Клиника не шла ни в какое сравнение с государственными и частными больницами, славилась высоким качеством оказания медицинской помощи и демократичностью персонала. Сам Клячкин имел непререкаемый авторитет и был широко известен в Казани. Став основоположником казанской физиотерапии, он являлся автором трудов по методам водо- и электролечения, физиологическим основам гелиотерапии. Возможно даже, что он был создателем «синей» бактерицидной лампы. Клячкин преуспевал и даже стал членом Казанского купеческого собрания; так, в центре города на улице Лобачевского он имел двухэтажную квартиру с гаражом и автомобилем.

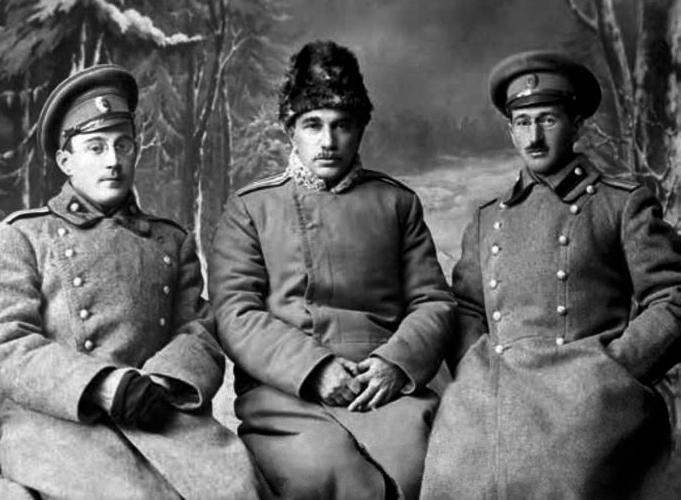
Элинсон (в центре) и Клячкин (справа) — врачи военного госпиталя, 1905 г.

В 1905 году вместе с другом — офтальмологом А. А. Элинсоном — был призван врачом на Русско-японскую войну, где работал в госпитале. Элинсон тоже был учеником Миславского и под его руководством в 1896 году открыл сосудодвигательные нервы сетчатки, преподавал в Казанской фельдшерской школе, заведовал глазным отделением Казанской губернской больницы, а затем стал держателем большой офтальмологической клиники на Воскресенской улице. Рядом, на Проломной улице, находилась клиника Р. А. Лурии, который также служил врачом на Русско-японской войне. Элинсон, Лурия и Клячкин дружили и работали над совместными медицинскими проектами. Так, именно на базе клиники Клячкина в 1902 году при содействии Общества врачей Казани и лично Лурии была организована первая в Казани и притом бесплатная служба «скорой помощи». Клячкин и Элинсон на собственные средства приобрели экипаж, дежуривший во дворе лечебницы, составили график дежурств сотрудников, которые по поступившим обращениям тут же выезжали к больным.

### Лечение Габдуллы Тукая

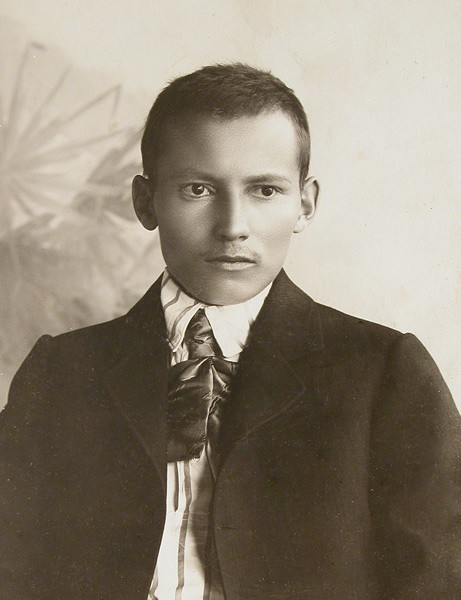
Габдулла Тукай, 1912 г.

26 февраля (11 марта) 1913 года, «подчинившись настоятельному совету и требованию уважаемых докторов», татарский поэт Габдулла Тукай был отвезён в клинику Клячкина в связи с обострением болезни. В детстве Тукай сиротствовал, страдал от голода и холода и, по-видимому, тогда же заразился туберкулёзом глаза, который затем перешёл на лёгкие, в том числе из-за бытовой неустроенности и недоедания. Устроившись в городе, Тукай снял самую дешёвую комнату в номерах «Булгар», сырую и холодную, «на одной из вонючих улиц Казани», а точнее на углу Московской и Евангелистовской. Поэт жил в страшной нужде и безденежье, практически ничего не получая от книгоиздателей, наживавшихся на тиражах его книг. Это всё также не несло пользы здоровью. Тукай мучился от ознобов, жара и кашля, при том что ещё и много курил.
Впоследствии Тукай переехал в номера «Амур», откуда и был госпитализирован в связи с резким ухудшением состояния здоровья. Тукай знал свой диагноз, ему становилось хуже, даже доходило до кровавого кашля, однако поэт не ходил к врачам, так как «не верил медицине» и вообще «решил жить так же один-одинёшенек, никуда не ходить, никого не принимать, кушать и спать, читать и писать, болеть и не стонать»; наконец, от безысходности, невозможности дальше обслуживать себя и бороться с болезнью самостоятельно он был вынужден обратиться в больницу. За Тукая попросили его друзья, революционно настроенные молодые люди, увидевшие в Клячкине сродство душ и решившие, что именно он сможет помочь поэту. Клячкин в своём кабинете встретил Тукая, лично его осмотрел, а затем решил принять его в стационар. Клячкин нарушил устав своей лечебницы, запрещавший принимать заразных больных, которым собственно и был Тукай, имевший открытую форму туберкулёза. Клиника находилась под постоянным наблюдением врачебного отделения Казанского губернского правления, куда направлялись срочные ведомости и сведения о больных стационара, которые для прописки в местном полицейском участке на время лечения предъявляли удостоверяющие личность документы, а Клячкин был обязан хранить их у себя в сейфе до выписки выздоровевшего. Тем не менее он скрыл госпитализацию Тукая от властей и оставил его паспорт у себя в сейфе.

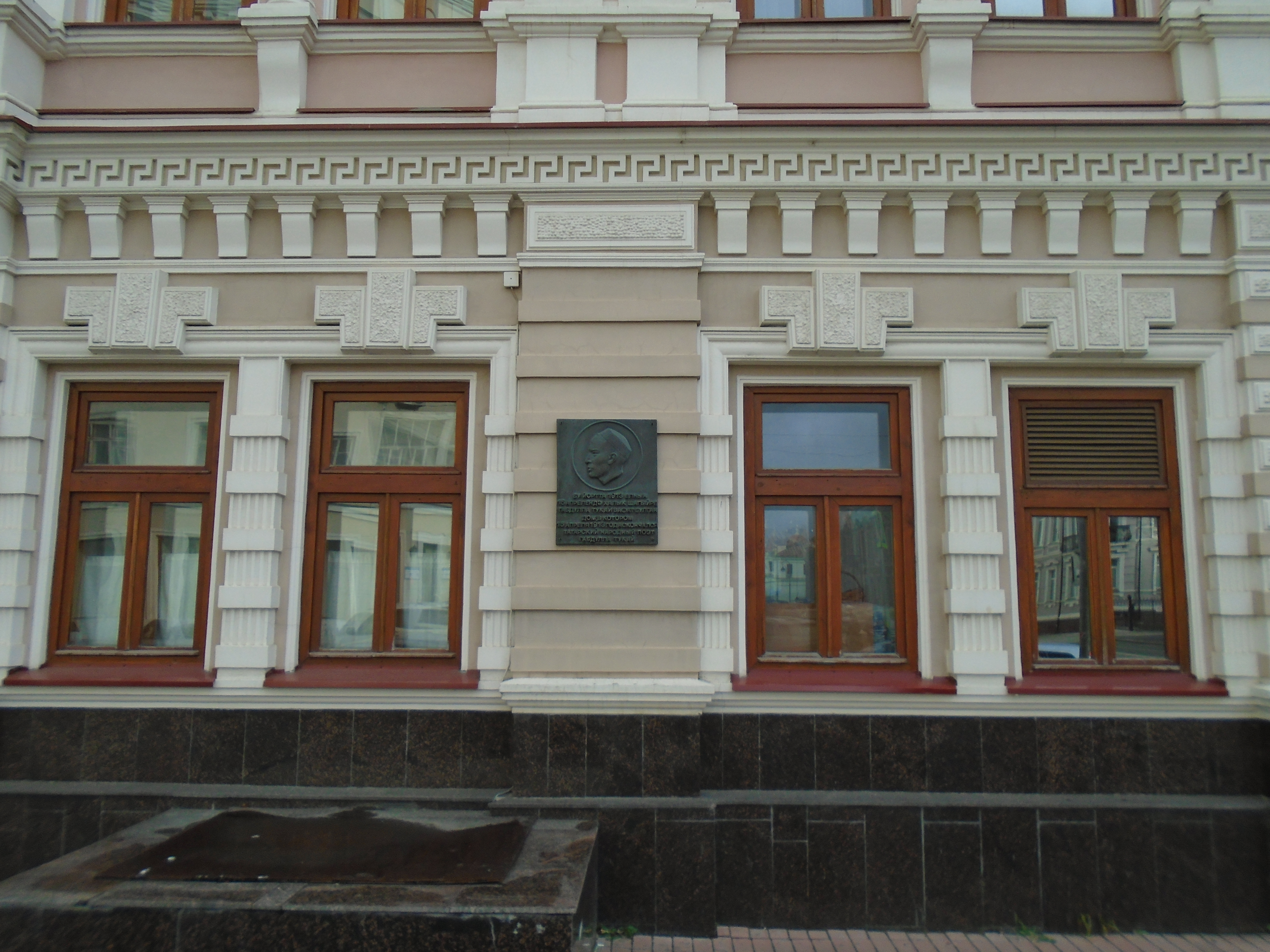
Окна палаты Тукая, 2020 г.

Клиника была не самой дорогой в городе, однако месячное лечение там обходилось в 150 рублей, огромную по тем временам сумму. По уставу Клячкин имел право на своё усмотрение принимать неимущих больных безвозмездно, для чего была отведена одна бесплатная кровать в общей палате стационара. В связи с особенностями болезни Тукая поместили на первом этаже лечебницы в одноместную палату с двумя окнами, выходящими в Молочный переулок. В отличие от гостиничных номеров, это была тёплая светлая комната с высоким потолком, водопроводом, фаянсовым умывальником и туалетом, а в распоряжении поэта были кровать с подушками и одеялом, бельё, пижама, байковый халат, полотенца, тапочки, чистая посуда. Тукая кормили три раза в день, за ним ухаживали санитары и фельдшерицы. Для консультаций Клячкин пригласил своих друзей-врачей с соседних улиц: лечащим врачом поэта согласился стать Лурия, тогда как лечением глаз занялся Элинсон.

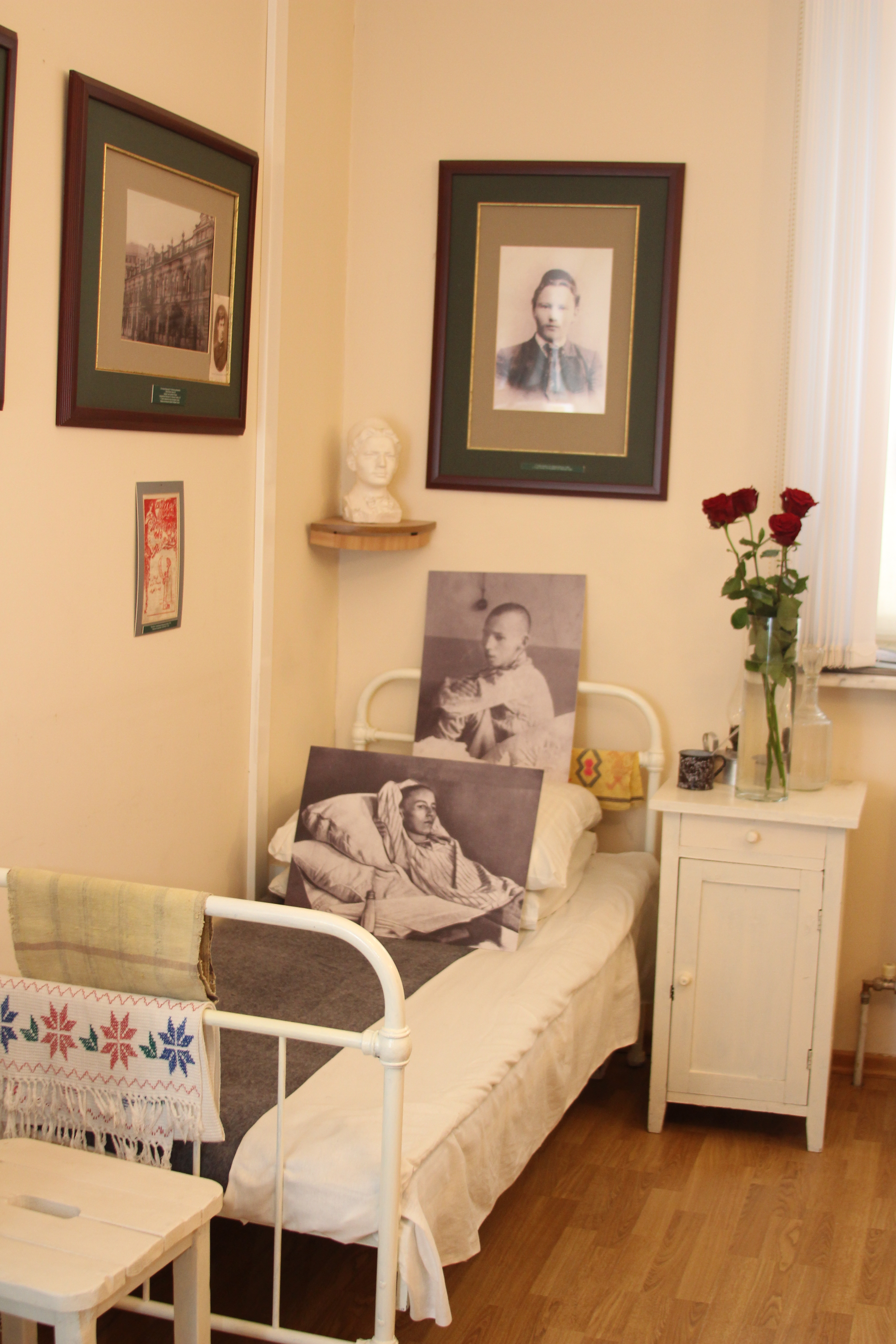
Воссозданная палата Тукая, 2019 г.

Диагностировав чахотку, полное разрушение одного лёгкого и сохранность лишь небольшой части второго, запущенный туберкулёзный процесс глаза и его слепоту, сильное истощение, лёгочную и сердечную недостаточность, врачи вынесли вердикт о том, что Тукай проживёт не больше месяца. В то время туберкулёз не подвергался эффективному лечению; возможно, что Тукаю делали инъекции камфоры и давали настойку строфанта. Клячкин фактически подарил поэту месяц плодотворной работы, последний в его жизни. Через больницу проходил поток как друзей и почитателей Тукая, так и вовсе незнакомцев. Он много трудился, отсылал стихи, статьи и фельетоны в различные газеты и журналы, регулярно читал татарскую и русскую периодику, а также подготавливал к печати большой сборник своих избранных произведений. 14 марта в газете «Кояш» была опубликована написанная на больничной койке статья «Первое дело по пробуждении», своего рода поэтическое завещание поэта, собственная его литературно-критическая оценка своего же творчества.
47-летний Клячкин, несмотря на двадцатилетнюю разницу в возрасте, проводил целые вечера у постели Тукая в беседах о литературе, делился с ним книгами из личной библиотеки, и даже прислал своего адвоката для защиты авторских прав поэта от нахлынувших книгоиздателей. Будучи тяжело больным, Тукай, называвший себя истинным социалистом, не перестал интересоваться состоянием русской общественной мысли, художественной и политической литературой, в том числе запрещённой.
28 марта, за четыре дня до смерти, Тукай написал свои последние стихи («Слова Толстого», «На досуге», «Школа»). Через два дня он и вовсе не мог уже больше писать, оставив перо. 31 марта к Тукаю зашёл Лурия, который утешил его словами о выздоровлении, но в личной беседе с друзьями поэта сказал, что тому осталось всего лишь несколько дней жизни. К вечеру состояние Тукая резко ухудшилось, поднялась температура, затруднилось дыхание, в результате чего он ночь провёл без сна. 1 апреля на вопрос о самочувствии поэт ответил одним словом: «Смерть». В тот же день друзья Тукая пригласили фотографа И. М. Якобсона, который с разрешения поэта запечатлел его облик. Именно в Клячкинской больнице, за день до смерти Тукая, были сделаны последние его фотографии. Тогда же поэт оставил словесное завещание: задолженные издателями пятьсот рублей он распорядился использовать в качестве стипендии на обучение в высшем учебном заведении какого-нибудь способного татарского ребёнка-сироты.

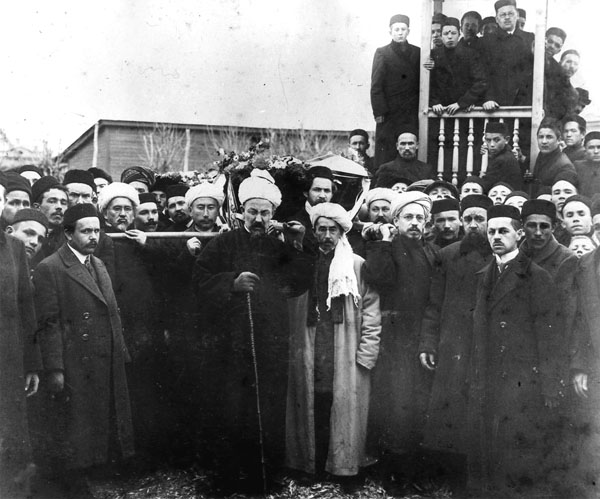
Траурная процессия на похоронах Тукая, 4 апреля 1913 г.

В ночь Тукаю полегчало, с друзьями он имел довольно оживлённую беседу за чаем, но улучшение состояния оказалось кратковременным. 2 (15) апреля 1913 года в 8 часов 15 минут вечера поэт скончался в возрасте 26 лет, немного не дожив до 27-летия. В больнице Тукай пробыл чуть больше месяца; он умер в том же месяце, в котором и родился, в расцвете творческих сил и таланта. Клячкин передал паспорт Тукая и срочный билет лечебницы с указанием диагноза, времени и методов лечения за своей подписью в местную полицейскую часть — в революционном хаосе эти документы были уничтожены вместе с другими полицейскими архивами, как, впрочем, и весь архив клиники Клячкина. 4 апреля было сделано последнее фото открытого лица Тукая и снята посмертная маска, после чего его тело было положено в табут, украшенный венками и лентами стихов. После этого траурная процессия двинулась в путь пешком со двора Клячкинской больницы, на Юнусовской площади была произнесена джаназа, а затем Тукай был похоронен на Старотатарском кладбище. Прощание превратилось в стихийную демонстрацию, в которой прошло порядка десяти тысяч человек. И спустя многие годы Клячкин неоднократно вспоминал своё участие в лечении и прощании с Тукаем, называл его человеком незаурядным и эрудированным, рассказывал в семье и клинике о той весне 1913 года, называя мимолётную встречу с поэтом самым значительным событием всей своей жизни. Он неизменно подчёркивал, что именно гуманизм должен быть стилем мышления и образом жизни как врача, так и человека вообще.

### В войнах и революциях
Занимая пост директора своей больницы и будучи там врачом, Клячкин одновременно являлся консультантом Александровской лечебницы для приходящих больных и преподавателем частной женской фельдшерско-акушерской школы, а также на непостоянной основе экспериментировал в лаборатории Даркшевича, принимая участие в научных собраниях его клиники. Как и В. И. Бехтерев, Клячкин изучал связь между нервными и психическими болезнями, занимался описыванием клинических картин их различных форм. Для лечения неврозов и алкоголизма он применял сочетательно-рефлекторную терапию, психотерапию методом отвлечения, коллективную психотерапию.
Клячкин охотно делился с газетчиками своим интересом к исследованию сверхвозможностей человека, рассуждениями об основах одарённости и гениальности, интуиции, необычных способностей и странных явлений, а также рассказывал истории о вещих снах. Также активно выступал в поддержку применения гипноза, аргументируя это тем, что «обязанность врача требует, чтобы он употреблял все свои знания и все свое искусство для облегчения страдания больного». Неоднократно выезжал за границу для совершенствования в области неврологии и физиатрии, в частности, в 1912 году участвовал в работе Международного съезда по неврологии.
В 1914 году, после начала войны с Германией, 48-летний Клячкин, уже находившийся в непризывном возрасте, добровольцем ушёл на фронт. Будучи вольноопределяющимся, он в течение трёх лет руководил неврологическим военным госпиталем в прифронтовой полосе. В 1917 году вернулся в Казань, став врачом-консультантом Казанского военного госпиталя, а также работал ординатором в одной из больниц города. После взятия города войсками КОМУЧа прятал большевиков под видом больных в своей лечебнице. В 1918 году не ушёл с отступавшими войсками КОМУЧа и остался в Казани, несмотря на то, что клиника была реквизирована советской властью. Следующие два года трудился невропатологом в городском военном госпитале.

### На службе советской медицины

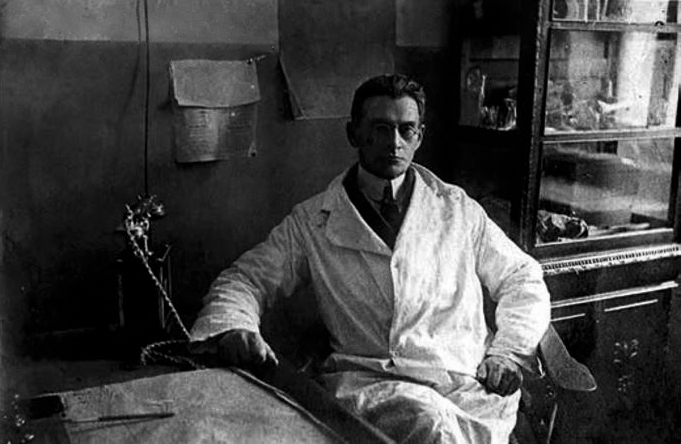
Профессор Григорий Клячкин в своём кабинете, 1925 г.

В 1920 году принял участие в организации Казанского клинического института, учреждённого на торжественном заседании Казанского губернского исполнительного комитета, посвящённом 50-летию В. И. Ленина. Директором института был избран Лурия, который с 1919 года занимал должность ответственного врача казанской станции «скорой помощи». Институт был предназначен для доучивания и переучивания вернувшихся с фронта зауряд-врачей, которые призывались без диплома и уже не имели права практиковать, а закончить образование в Казанском университете не могли, так как тот находился на грани закрытия. Казань, являвшаяся тыловой госпитальной базой, полнилась ранеными и инвалидами, для лечения которых было предложено применить именно физические и курортологические методы. Именно поэтому Лурия и пригласил Клячкина на работу в институте.

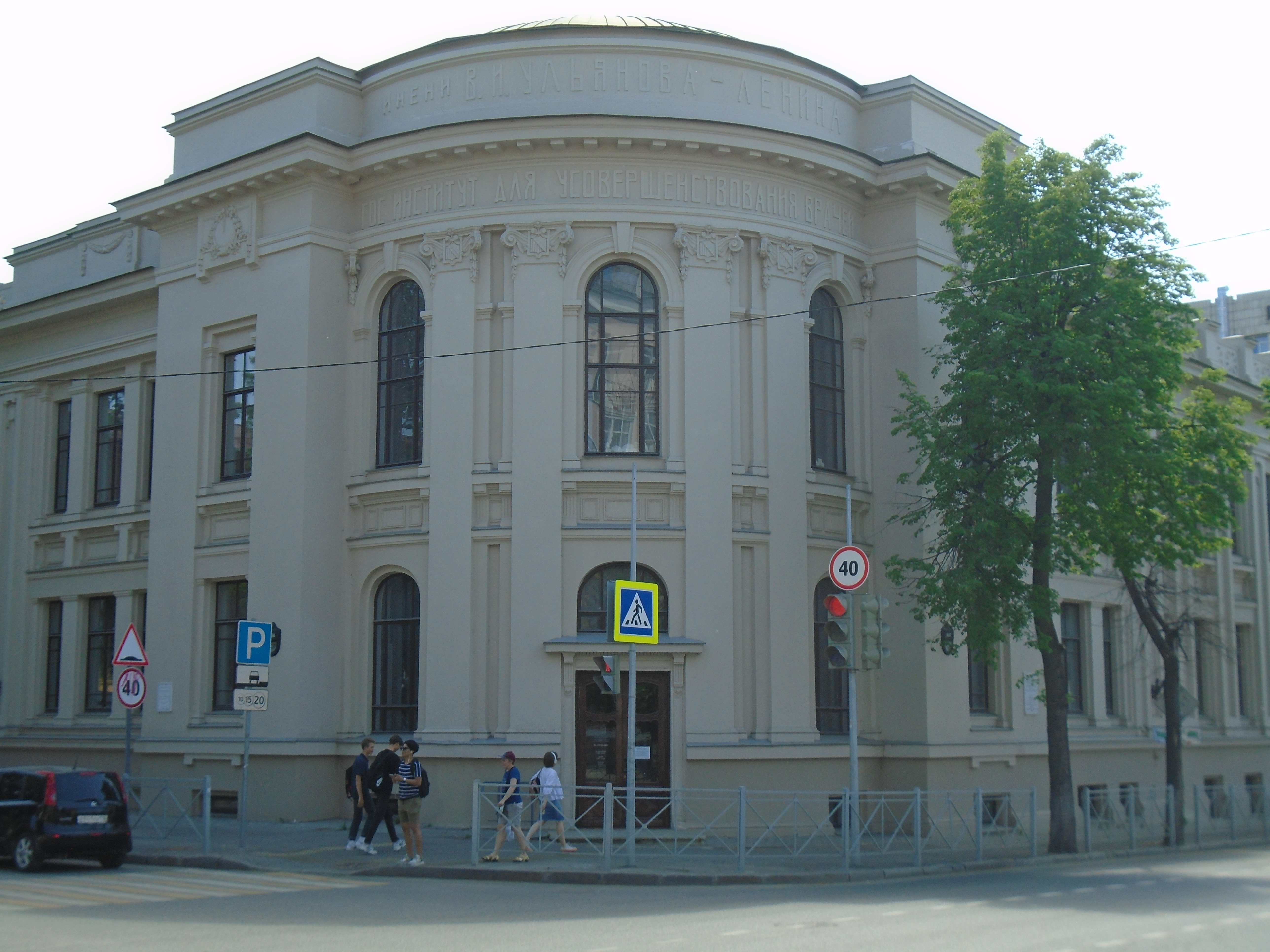
Казанский ГИДУВ, 2021 год

В 1920 году Клячкин стал заведующим физико-терапевтического отделения, учреждённого при амбулатории института, а в 1921 году был назначен руководителем новообразованной кафедры физиотерапии. Организовав клинику физических методов лечения, Клячкин на базе своей лечебницы открыл одну из первых в СССР физиатрическую клинику со стационаром, поликлиникой, отделениями водогрязе- и электросветолечения.
Под кафедру и клинику были выделены две комнаты в подвале лазарета Казанской общины сестёр милосердия Российского общества Красного Креста на Большой Красной. После обращения Клячкина к большевикам, которых он в прошлом прятал в своей клинике, институт переехал в пустовавшее огромное здание бывшего Крестьянского поземельного банка на Горшечной улице (будущая Комлева). Клячкин лично занимался проектированием, строительством и оснащением помещений нового научно-методического центра с собственной клиникой, научными кадрами, учебной базой для врачей. При этом государству для оснащения клиники он передал всё оборудование из бывшей своей лечебницы.
В 1923 году институт был включён в число научных учреждений народного комиссариата здравоохранения РСФСР как Государственный институт для усовершенствования врачей имени В. И. Ленина (ГИДУВ). В 1925 году Клячкин был избран профессором кафедры физиатрии ГИДУВа, причём рекомендация пришла и из Москвы — от Даркшевича. В 1929 году в совете ГИДУВа было организовано чествование 35-летней врачебной, преподавательской и научной деятельности Клячкина, несмотря на его отказ от официальных празднований.
Институтская клиника пользовалась спросом, к Клячкину вновь не прекращался поток больных, как и в дореволюционные годы. Тем не менее на него подавали доносы, от которых он оправдывался тем, что всегда лишь лечил людей и даже помогал большевикам.
Говоря о достижениях в области физиотерапии в Татарской республике за 15 лет, мы не должны забывать, что это в сущности и ее первые 15 лет. Эта дата совпадает с моментом возникновения Государственного института для усовершенствования врачей, при котором была организована физиотерапевтическая клиника, вторая по времени в Союзе, явившаяся базой для развития физиотерапии в Татреспублике. До этого о массовой физиотерапевтической помощи не могло быть и речи: на периферии ее совсем не было, а в г. Казани существовала единственная частная водо-электролечебница, обслуживавшая лишь наиболее материально обеспеченные слои населения.профессор Григорий Клячкин, 1935 г.

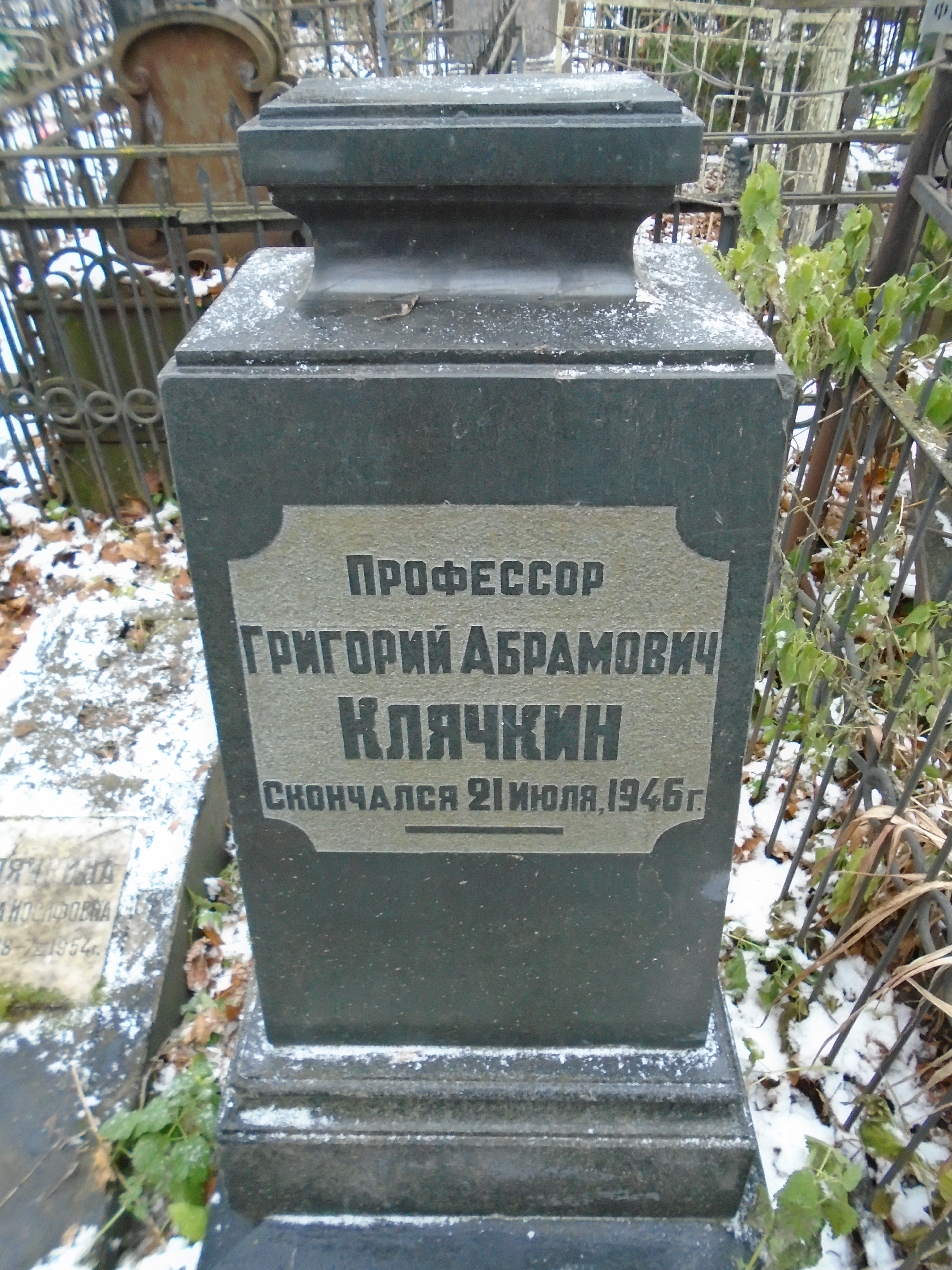
Надгробие на могиле Клячкина, Арское кладбище, 2020 г.

В 1931—1932 годах, одновременно с профессорской работой, Клячкин в качестве доцента был заведующим курсом физиатрии в Казанском медицинском институте, являлся консультантом народного комиссариата здравоохранения Татарии, членом Общества невропатологов и психиатров при Казанском университете и председателем физиотерапевтической секции Научно-медицинской ассоциации. В 1935 году был переутверждён в той же степени доктора медицинских наук комитетом по делам высшей школы при СНК СССР. Оставался на своём посту до 1937 года, выйдя на пенсию; затем кафедру возглавил Л. Н. Клячкин. В 1941 году отметил 50-летний юбилей врачебной и общественной деятельности, заслуженно считаясь одним из основателей казанского ГИДУВа, положившим начало организации всей физиотерапии и службы медицинской реабилитации в Татарии.
Григорий Абрамович Клячкин скончался 21 июля 1946 года в Казани после продолжительной тяжёлой болезни. Ему было неполных 80 лет. В некрологе в газете «Красная Татария» отмечалось, что Клячкин был одним из старейших и виднейших в СССР нейропатологов-физиологов, создавшим одну из первых в стране кафедр по физиологии, подготовившей сотни врачей по физиологии и курортному делу. Похоронен на Арском кладбище: на центральной аллее, прямо напротив захоронения Н. И. Лобачевского. Рядом погребена его жена: Елена Иосифовна Клячкина (11 июня 1878 — 21 декабря 1954). Над могилой поддерживается шефство министерством здравоохранения Республики Татарстан.

## Память
Ещё во времена Российской империи имя Клячкина в Казани и окрестностях стало нарицательным, а больницу в народе стали называть не иначе как Клячкинской, что сохраняется до сих пор. Клячкин упоминается в стихотворениях о Тукае, написанных поэтами И. Гафуровым, В. Фёдоровым, Г. Муратом. Образ Клячкина также дан в поэме «Казанский ГИДУВ» Р. Маннана. Тем не менее имя самого́ Григория Абрамовича Клячкина практически неизвестно широкой общественности.

## Избранная библиография
- Клячкин Г. А. Случай насильственных движений при ходьбе: Сообщение в заседании Общества врачей 19 ноября 1893 г.. — Казань: Типо-литография Университета, 1894. — 6 с.
- Клячкин Г. А. Матеріалы къ ученію о происхожденіи и центральномъ ходѣ V, VI, VII, IX, X, XI и XII пары черепныхъ нервовъ (экспериментально-анатомическое изслѣдование). — Казань: Типо-литографія И. С. Перова, 1897. — 122 с.
- Клячкин Г. А. К вопросу о лечебном действии электрического света. — Казань: Типо-литография Университета, 1901. — 14 с.
- Клячкин Г. А. Сифилис в Голицинском районе Пензенского округа. — Самара: [б. и.], 1929. — 6 с.
- Клячкин Г. А. Неврологические впечатления в Железноводске. — Казань: [б. и.], 1929. — 5 с.

## Комментарии
1. ↑  Деревенская знахарка «лечила» глаза мальчика сахарной пудрой, в результате чего на одном из них образовалось «бельмо», и тот ослеп совсем[37][16]. Скитаясь по приёмным семьям, Габдулла считался «лишним ртом», а когда хворал — все с нетерпением ждали его смерти[38][39]. Тем не менее, несмотря на отсутствие заботы и ласки, Тукай выжил[40].
2. 1 2 3  Собственноручно написанные воспоминания Клячкина, данные 21 апреля 1946 года в связи с подготовкой научной сессии, посвящённой 60-летию со дня рождения Тукая. Приводятся по автографу рукописи, хранившейся у М. Х. Гайнуллина, текст которой был впервые опубликован в 1948 году в сборнике материалов сессии и в дальнейшем неоднократно цитировался[48][39][49][50][51].
3. ↑  Мое знакомство с писателем Г. Тукаем относится к концу 1912 года и началу 1913 года (точной даты не помню). Ко мне явилось несколько человек татарской молодежи с просьбой навестить заболевшего писателя Тукая, проживавшего, помнится, на Московской улице (ныне Кировской) в меблированных комнатах.
Я нашел у него серьезное заболевание при явлениях тяжелой неврастении. Окружающие приписывали его нервное состояние результатам постоянного волнения, вследствие преследования его некоторыми лицами из числа буржуазных писателей и агентов полиции.
Я стал настаивать на переводе его в лечебницу, находившуюся под моим заведованием, как для лечения его болезни, так и для создания для него спокойной обстановки. После настойчивых переговоров и моего поручительства мне удалось получить на это разрешение. В лечебнице он был помещён в отдельную комнату в нижнем этаже, где не помещались другие больные.профессор Григорий Клячкин[К 2]
4. ↑  Я и сам, всё более приближаясь к своему пожеланию «Заболеть хотя бы что ли!», всё ждал времени, чтобы как-то вычистить мою духовную комнату, и надеялся, что Аллах даст мне путь. Вот Аллах открыл мне путь, я освободился, чтобы прибрать мою «комнату». Уже и чисто подмёл. Эй, тюркское дитя в любом уголке земли! Учёный, философ, падишах или нищий! Теперь я не стыжусь впустить тебя в мою комнату, кто бы ты ни был; я могу сам, нахваливая свою книгу стихотворений, подарить её тебе.Габдулла Тукай, «Первое дело по пробуждении», газета «Кояш», № 77, 14 марта 1913 года[56][57].
5. ↑  Познакомившись с ним во время визитаций, я мог вскоре убедиться, что Тукай был исключительно интересным человеком с широким умственным кругозором.
Томясь в лечебнице вынужденной бездеятельностью, он обратился ко мне с просьбой, если я имею возможность, доставлять ему серьёзную литературу. Я смог дать ему имеющиеся у меня сборники стихотворений в русском переводе Гейне и других иностранных и русских поэтов. Кроме того, через местного адвоката О-ва удалось доставлять литературу политическую, из которой припоминаю отдельные номера «Колокола», «Былое и думы» Герцена, роман Чернышевского «Что делать?» и др. С огромным интересом читал он эту литературу.
К сожалению, болезнь и частые головные боли не позволили ему продолжительное чтение. Иногда, в свободное время, я охотно с ним беседовал, делясь впечатлениями о своих пребываниях заграницей, об эмигрантских кружках в Цюрихе, Париже и других местах, что вызвало в нём особый интерес.профессор Григорий Клячкин[К 2]
6. ↑  «Охранка», преследовавшая Тукая при жизни, не оставила его и после смерти: жандармы активно следили за проведением похорон, а участие в них в трактовалось как повод для уголовного преследования[73][74]. В то же самое время многие предприниматели, магазины и газеты нажили немалый капитал на фотографиях, публикациях и вещах, связанных с именем Тукая, при том что не уделяли ему должного внимания при жизни[16][75][76].
7. ↑  К несчастью, жизнь его после пережитых невзгод и преследований скоро угасла. В один весенний день друзья провожали его на место вечного успокоения.
Татарский народ потерял в безвременно умершем выдающегося писателя и человека высоких душевных качеств. Его светлый облик до сих пор не померк в моей памяти.профессор Григорий Клячкин[К 2]
8. ↑  См. фотографию надгробия на могиле.